# Comitatul Albemarle, Virginia
Comitatul Albemarle, conform originalului din engleză, Albemarle County, este un comitat localizat în statul american Virginia, fiind unul din cele 95 de comitate ale acestui stat. Estimarea din 2005 (intermediară recensămintelor anilor 2000 și 2010) efectuată de United States Census Bureau contabilizează populația comitatului la 92.035. Sediul comitatului  este orașul Charlottesville

## Istoric
În 1744, Adunarea Generală Legislativă a coloniei (conform originalului, [the] Virginia General Assembly) a creat Albemarle County prin relocarea porțiunii nordice a comitatului Goochland. Numele comitatului a fost ales pentru a onora pe guvernatorul titular al Commenwealth of Virginia de atunci, Willem Anne van Keppel, al doilea duce de Albemarle.  Comitatul era foarte mare ca întindere și a fost ulterior divizat, în 1761, formând alte două comitate, Buckingham și Amherst, fapt care a impus mutarea reședinței comitatului de la Scottsville, o localitate inițial centrală în perioada 1744 - 1761, la o nouă locație, centrală noului comitat micșorat, numită Charlottesville.
Al treilea președinte american, Thomas Jefferson s-a născut la 13 aprilie 1743 în Shadwell, care era la vremea respectivă parte a comitatului Goochland.  Faimoasa sa casă, actualmente muzeu, de la Monticello este, oricum, aflată pe teritoriul comitatului.

## Geografie
Conform biroului de recensăminte al Statelor Unite ale Americii, United States Census Bureau, comitatul are o suprafață de 1.881 km², adică de 726 mile patrate,  dintre care 1.872 km² (sau 723 mile pătrate) reprezintă uscat, iar restul de 9 km² (sau 4 mi²), este apă (0.49%).

### Comitate adiacente
- Comitatul Greene, Virginia - la nord
- Comitatul Orange County, Virginia - la nord-est
- Comitatul Louisa, Virginia - la est
- Comitatul Fluvanna, Virginia - la sud-est
- Comitatul Buckingham, Virginia - la sud
- Comitatul Nelson, Virginia - la sud-vest
- Comitatul Augusta, Virginia - la vest
- Comitatul Rockingham, Virginia - la nord-vest

În plus, orașul Charlottesville este o enclavă din Comitatul Albemarle. Conform legii statului Virginia, care a intrat în funcțiune în 1871, toate municipalitățile din stat încorporate ca orașe sunt legal și politic entități administrative independente de orice comitat, având aceeași funcție ca cea a unui comitat.

## Alte orașe
Singurul alt oraș din comitatul Albemarle este Scottsville, sediul original al comitatului. Deși celelalte localități sunt identificate ca orășele, ele nu sunt de fapt încorporate. Aceste includ Crozet, Earlysville, Virginia, Free Union, Keene și Keswick, care pot fi numite, de fapt, sate. Există și alte localități care sunt atât de mici încât pot fi numite pe drept cătune.

## Persoane faimoase
- Chilton Allan, (1786 - 1858), născut în Albemarle County, congressman al Congresului Statelor Unite din partea statului Kentucky
- Dabney Smith Carr, (1802 - 1854), născut în Albemarle County, fondator al ziarului Baltimore Republican and Commercial Advertiser, diplomat, ministru (ambasador) al Statelor Unite în Turcia
- John Grisham, romancier american contemporan
- Thomas Jefferson, cel de-al treilea președinte al Statelor Unite ale Americii și fost guvernator al statului Virginia
- Meriwether Lewis, (1774 - 1809), născut în Comitatul Albemarle, explorator, guvernator al Louisiana și unul din cei doi lideri ai faimoasei expediții Lewis şi Clark.
- Dave Matthews, muzician contemporan, liderul cvintetului muzical Dave Matthews Band
- James Monroe, (1799 - 1870), născut în Albemarle County, congresman al Congresului Statelor Unite din partea statului New York
- Sissy Spacek, actriță americană contemporană

## De toate
În calitatea sa de oraş independent, Charlottesville nu este parte a Comitatului Albemarle, în ciuda statutului său de sediu de comitat.

## Demografie
|  | Graficele sunt indisponibile din cauza unor probleme tehnice. Mai multe informații se găsesc la Phabricator și la wiki-ul MediaWiki. |

Date: Wikidata - grafică realizată de Wikipedia